# Památník americké námořní pěchoty
Památník americké námořní pěchoty (anglicky Marine Corps War Memorial; známý také jako Památník Iwo Jima) je vojenský pomník věnovaný všem členům sboru americké námořní pěchoty, kteří padli při obraně země od roku 1775. Nachází se u Arlingtonského národního hřbitova ve Virginii nedaleko hlavního města Washingtonu. Autorem sousoší je Felix de Weldon, který použil jako předlohu světoznámou fotografii Joea Rosenthala Vztyčení vlajky na Iwodžimě. Pomník představuje příslušníky americké námořní pěchoty a námořníka, kteří vztyčili vlajku USA na vrchu Suribači na ostrově Iwodžima v Pacifiku: Sgt. Michael Strank (narozen v Československu), Cpl Harlon Block, PFC Franklin Sousley, PFC Rene Gagnon, PFC Ira Hayes a John Bradley.

Postavení vojáků na sousoší

Památník odhalil prezident Dwight D. Eisenhower dne 10. listopadu 1954, u příležitosti 179. výročí založení sboru námořní pěchoty. V roce 1961 prezident Kennedy nařídil, aby nad památníkem vlála nepřetržitě americká vlajka - jde o jedno z mála oficiálních míst s touto poctou.
Dne 29. července 2008 oficiálně převzala nejmladší sestra Michaela Stranka, Mary Pero, před tímto památníkem listinu potvrzující americké občanství jejího slavného bratra československého původu.

## Galerie

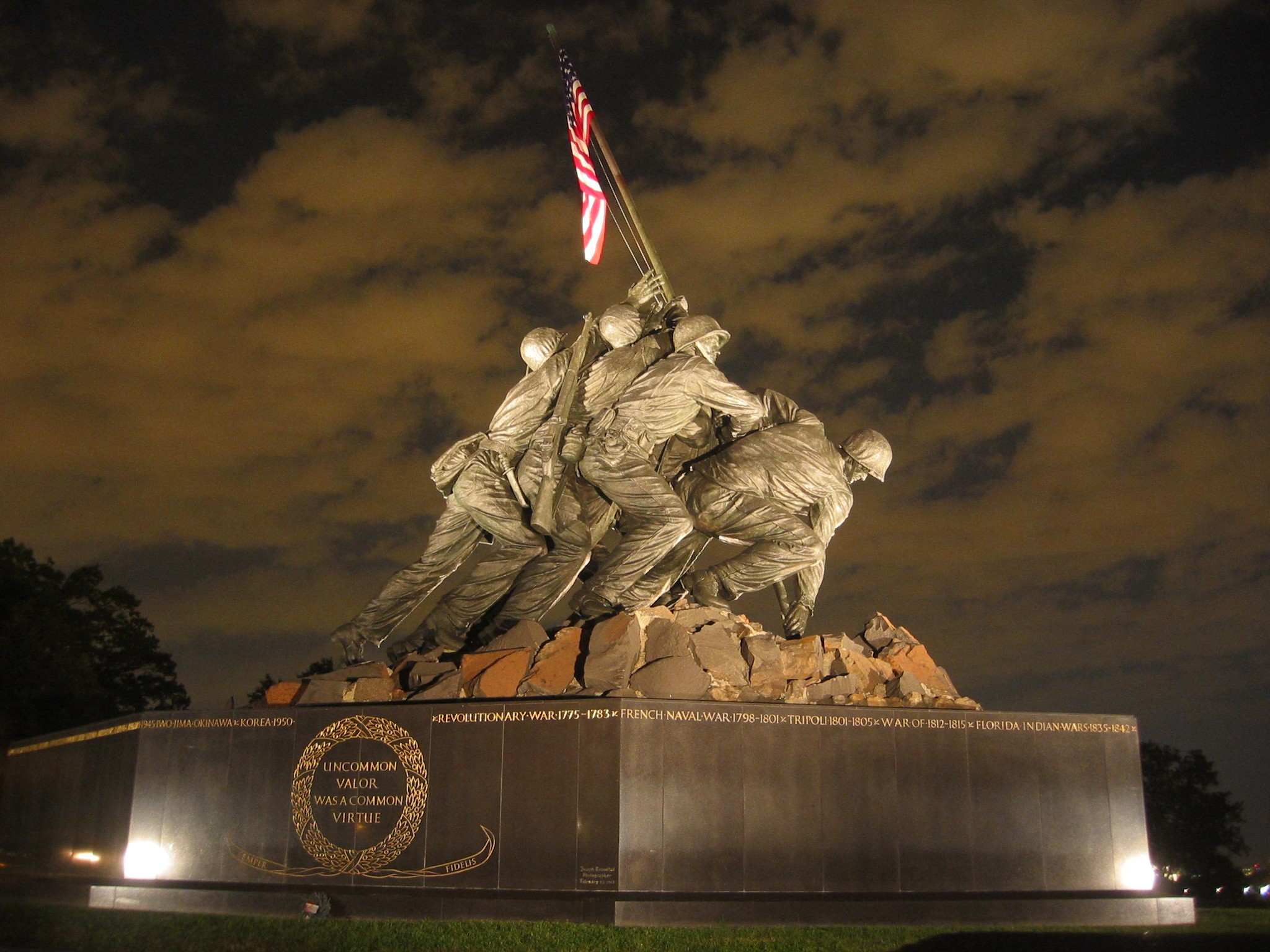
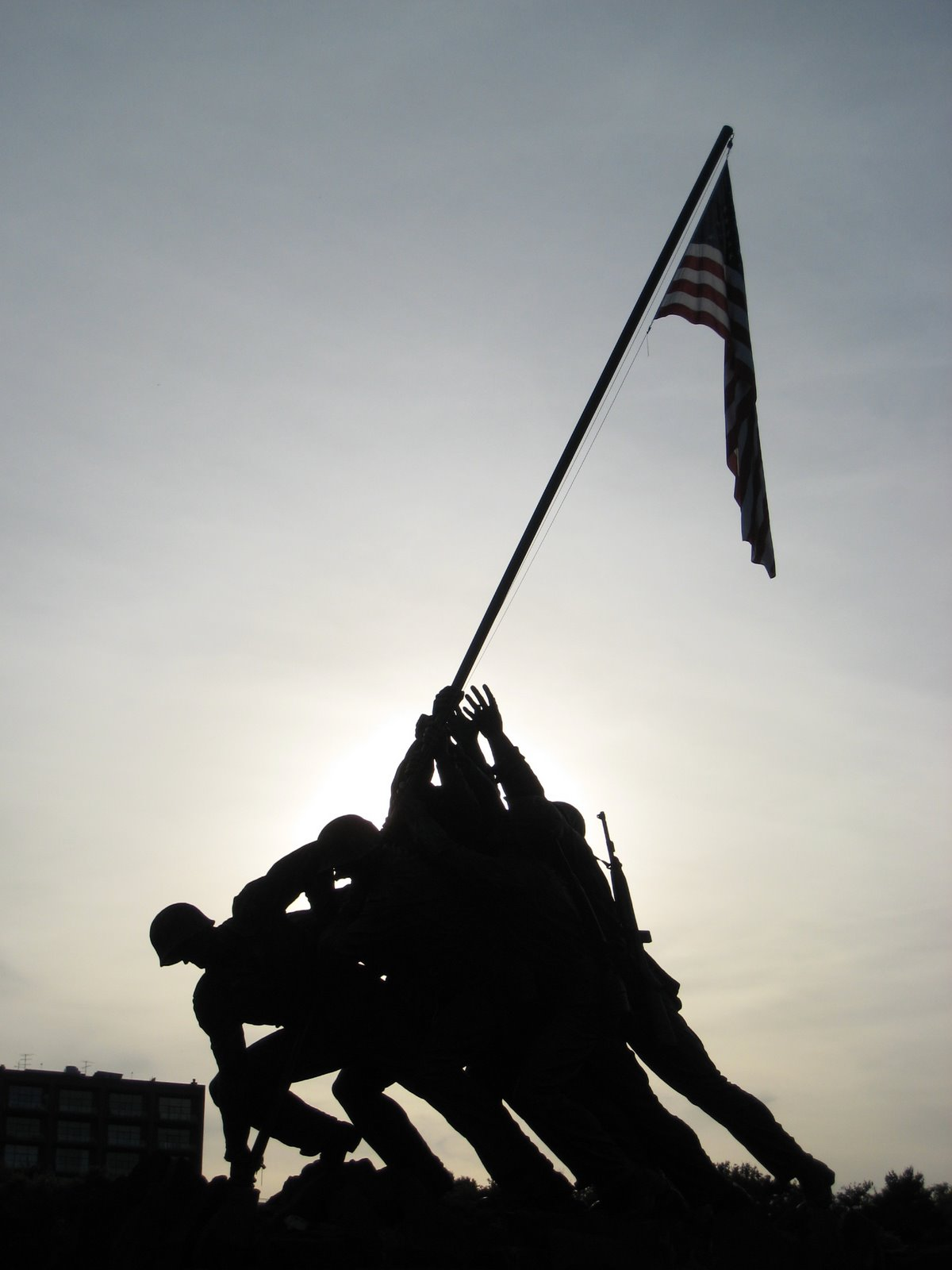
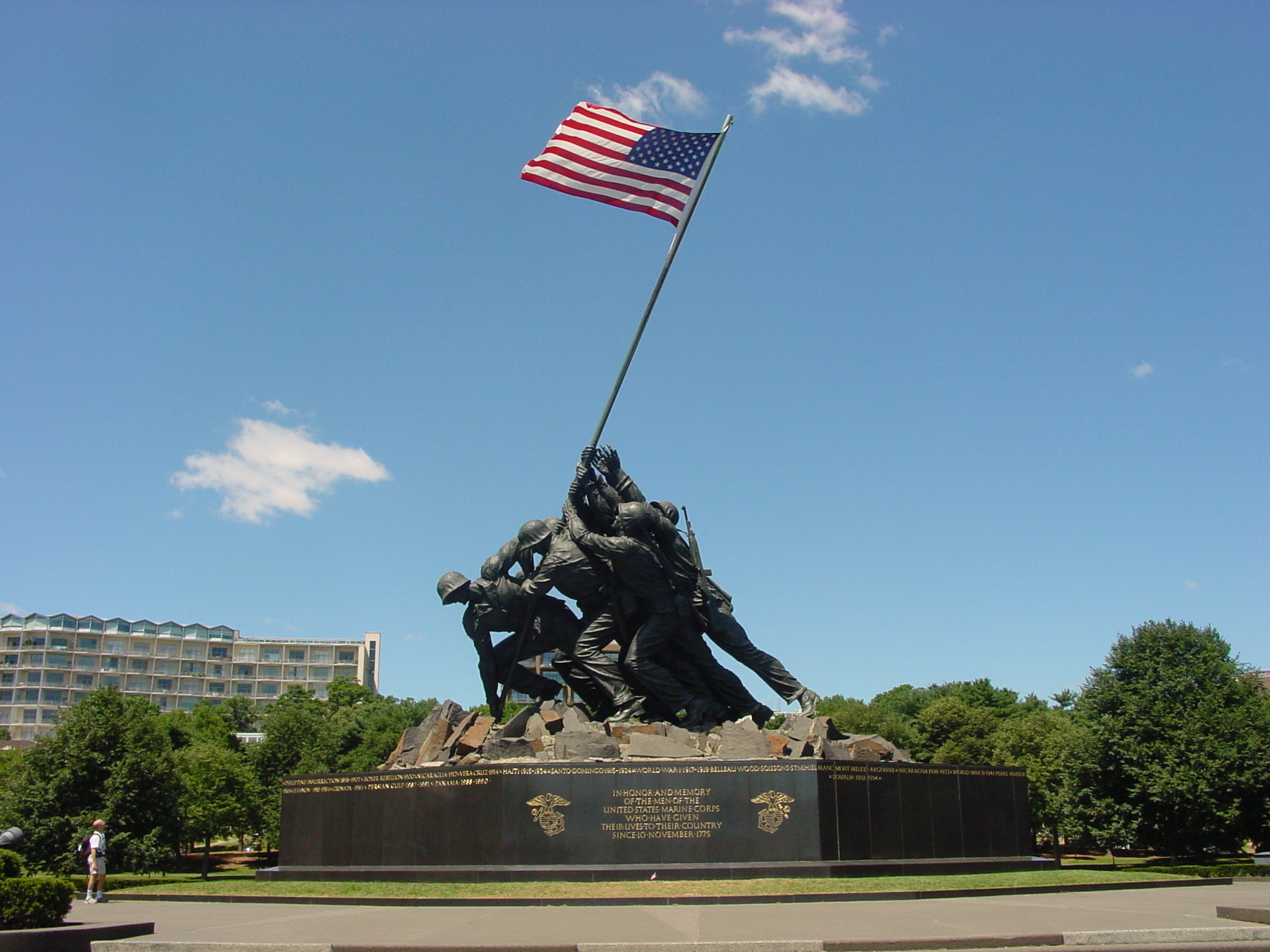
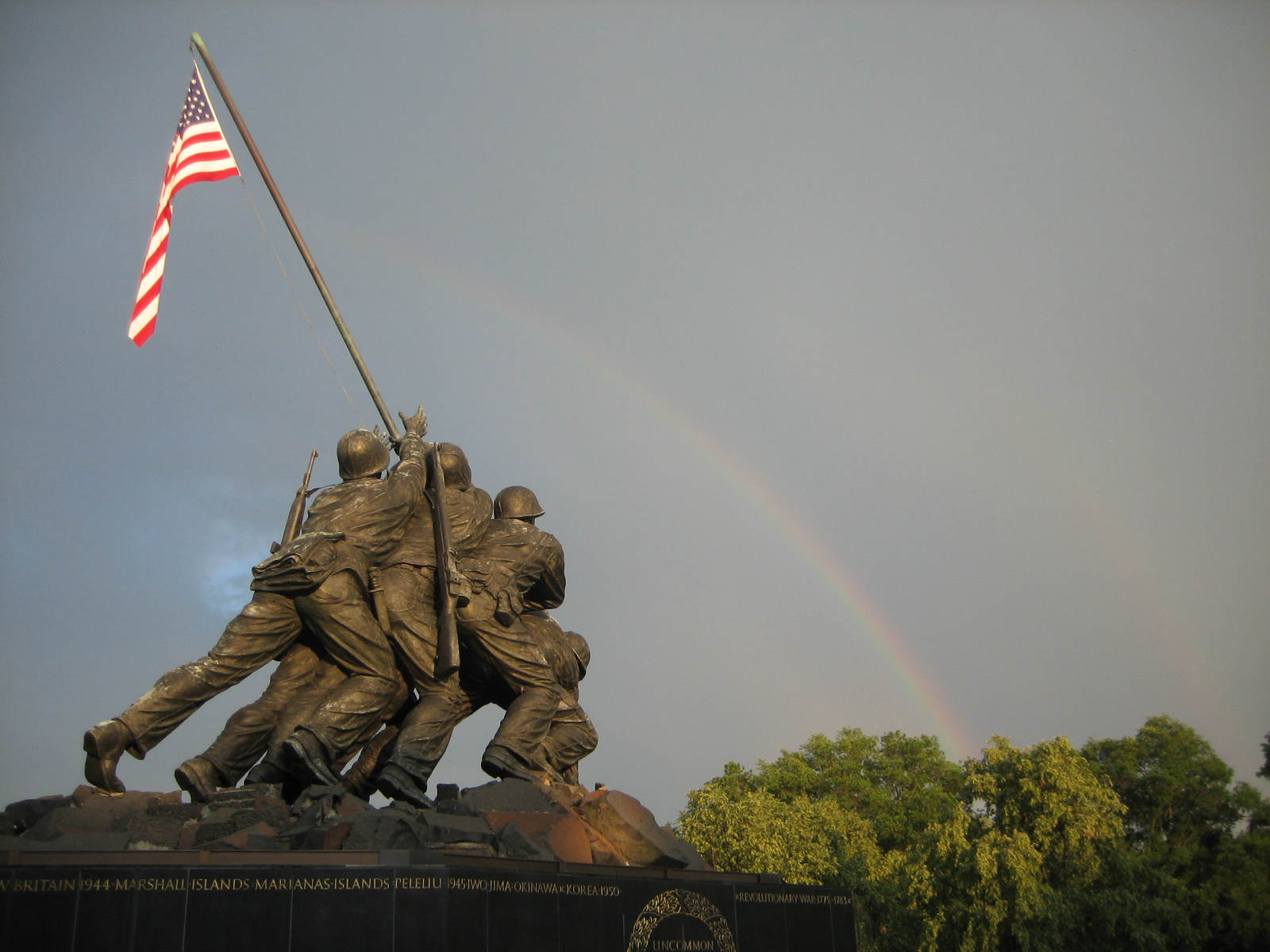